# Schwanau
Schwanau település Németországban, azon belül Baden-Württembergben. Lakosainak száma 7324 fő (2023. december 31.). Schwanau Erstein községgel határos.

## Népesség
A település népessége az elmúlt években az alábbi módon változott:
| Lakosok száma | 5208 | 5287 | 5375 | 5324 | 5394 | 6247 | 6593 | 6858 | 6812 | 7324 |
|               | 1961 | 1967 | 1974 | 1980 | 1987 | 1993 | 2000 | 2006 | 2013 | 2023 |